# Nicole Scherzinger
Nicole Scherzinger, születési nevén: Nicole Elikolani Valiente Prescovia Scherzinger (Honolulu, Hawaii, 1978. június 29. –) Tony-díjas hawaii énekesnő, dalszerző, táncos, zenei producer és televíziós személyiség. 2003 és 2010 között a Pussycat Dolls vezető énekesnője; az együttesből való kiválása óta szólóban tevékenykedik.

## Gyermekkor
Nicole a hawaii Honoluluban született. Édesapja filippínó, édesanyja (Rosemary) pedig ukrán és hawaii származású. Szülei már gyermekkorában elváltak, 6 éves korában telepedtek le Louisvilleben (Kentucky) édesanyjával, lánytestvérével és a mostohaapjával, a félig amerikai félig német Gary Scherzingerrel, aki a nevére vette Nicole-t.
Konzervatív katolikus nevelést kapott. Először a Meyzeek Középiskolába járt, majd a duPont Manual Középiskolán belül az Fiatal Előadók Művészeti Iskolájában. Közben többször fellépett a Louisville-i Művészek Színházban.
Tizenévesként ő volt az 1996-os Kentucky State Fair's Coca-Cola Talent Classic (Tehetségkutató) második helyezettje. Nicole amellett, hogy a Wright State Egyetemen tanult színházművészetet, 1999-től ő volt a Days of the New nevű rockegyüttes háttérvokálosa is.

## Korai karrier és az Eden's Crush
Nicole 1999-ben részt vett a Days of the New második albumának munkálataiban.
2001-ben részt vett a The WB televízió akkor induló tehetségkutató műsorában a show Popstars-ban, melynek célja egy lányegyüttes létrehozása volt. Az együttes az Eden's Crush nevet kapta és ő lett az egyik énekesnője. A csapat 2001-es első kislemeze a Get Over Yourself (Goodbye)" elérte a tizedik helyet az amerikai Billboard Hot 100 slágerlistán, és később együtt turnéztak az ’N Sync-kel és Jessica Simpsonnal. Miközben kiadták Popstars című albumuk második kislemezét, a Love This Wayt, a lányokat alkalmazó kiadó a London-Sire Records megszűnt, melynek következtében az Eden's Crush is. Nicole ez alatt az idő alatt ismerte meg Kara DioGuardit, aki a későbbi Pussycat Dollsos albumoknak és az ő szólóalbumának a szövegét is írta.
Miután az Eden’s Crush feloszlott Nicole egyedül próbálta építeni zenei karrierjét. 2003-ban ő énekelte fel az 50 első randi egyik betétdalát, a Breakfast in Bedet. A dal producere Nick Hexum volt, akinek ezután három évig volt a barátnője.
Együtt dolgozott Yoshikivel, a japán X Japan rockegyüttes egyik tagjával is. Ő énekelte fel a Tokiói Szimfonikus Zenekar I'll Be Your Love című számát, amely 2003-ban felkerült az Exposition of Global Harmony válogatásalbumra.

## Pussycat Dolls
2003 májusában csatlakozott a Pussycat Dolls nevű lányegyütteshez, melyet először 2002 novemberében látott a The Late Show with David Lettermanban, amikor még Carmen Electra is az együttes tagja volt.
A Pussycat Dolls sikeres együttes lett, több daluk – Don't Cha, Buttons, Stickwitu, When I Grow Up – Top 10-es szám lett az USA-ban és világszerte sikert aratott. Első albumuk, a PCD 2-szeres platinalemez lett az USA-ban és világszerte nyolcmillió példány kelt el belőle. Az album dalait kivétel nélkül Nicole énekelte fel Carmit Bachar és Melody Thornton segítségével. 2006-ban a lányok kiadója, az Interscope Records, munkatársai azt a magyarázatot adták, hogy ez a vezetőség döntése volt, és az együttes gazdasági érdekeit képviseli.
Nicole az egyetlen az együttesből, aki írt dalszövegeket. Kara DioGuardival ő írta az együttes I Don't Need a Man című számát, és Sean Garrettel a Buttonst. Ezeken a kislemezeken kívül ő és DioGuardi írták még az album Flirt című számát. Az együttes 2008-as második albumára, a Doll Dominationre is írt dalokat, ismét egyedüliként az együttesből.
Ezért tekintik őt az együttes vezető-énekesnőjének, és azért nevezik Queen Dollnak.
2009-ben ő írta meg a Gettómilliomos című film Oscar-díjas betétdalának, a Jai Ho-nak angol változatát, a Jai Ho! (You Are My Destiny)-t, melyet később ő énekelt fel a Pussycat Dollsszal és az eredeti előadóval, A. R. Rahmannal.

## Szólókarrier
A Pussycat Dolls Don't Cha című számának sikere után Nicole több felkérést is kapott más zenészektől, hogy készítsenek közös dalokat.Szerepelt a Big Time Rush című sorozatban is. 2005-ben több dalt is felvett Shaggyvel, Vittorio Grigolóval és Will Smithszel. 2006-ban Avanttal készített egy közös kislemezt, mely a Lie About Us címet kapta, valamint felvette P. Diddyvel a Come to Me-t (melynek megírásában is részt vett), ami kilencedik lett a Billboard Hot 100-on.
2006 óta dolgoznak Nicole debütáló albumán, a Her Name Is Nicole-on. Az albumhoz már közel 100 dalt vettek fel, és úgy tervezték, hogy 2007-ben fog megjelenni, de a mai napig nem került rá sor. Az album munkálataiban részt vett will.i.am, Timbaland, Kara DioGuardi, Ne-Yo és Pharrell Williams. Az albumon több duett is hallható, többek között Macy Grayjel, Akonnal, Busta Rhymesszal, Timbalanddel és Stinggel.
A kiadatlan album néhány dalát már kiadták más előadók, többek között a Pussycat Dolls (a Happily Never Aftert, a Who's Gonna Love You-t és a When I Grow Upot) és Christina Milian (a Punch You in Your Sleepet, mely az énekesnő Elope című albumán kapott helyet).
Nicole-t több interjúban kérdezték arról, hogy miért késik ilyen sokat a szólóalbumának megjelenése. Mindig azt felelte, hogy egyelőre még várnak a Her Name Is Nicole kiadásával és még a Pussycat Dollsra koncentrál.
2007 júliusa és decembere között már több kislemez is megjelent az albumról, például a Whatever U Like és a Baby Love. Ezek az USA-ban nem lettek sikeresek, de több európai ország slágerlistáján bekerültek a Top 20-ba.
A tervek szerint a Pussycat Dolls World Domination Turnéja után Nicole újra stúdióba vonul és fel fog venni több duettet will.i.ammel, Timbalanddel, Lady Gagával és A. R. Rahmannal.

## Magánélet
2007-től – hosszabb-rövidebb szünetekkel tagolva – a Formula–1-es világbajnok, Lewis Hamilton oldalán volt látható, ám 2015 február elején elváltak útjaik.

## Diszkográfia

### Stúdióalbumok (The Pussycat Dolls)
- PCD (2005)
- Doll Domination (2008)
- Doll Domination 2.0 (2009)
- Doll Domination 3.0 (2009)

### Önálló stúdióalbumok
- Her Name Is Nicole (2007)
- Killer Love (2011)
- Big Fat Lie (2014)

### Kislemezek
| Title                                  | Év   | Csúcshelyezés | Csúcshelyezés | Csúcshelyezés | Csúcshelyezés | Csúcshelyezés | Csúcshelyezés | Csúcshelyezés | Csúcshelyezés | Csúcshelyezés | Csúcshelyezés | Minősítés      | Album              |
| Title                                  | Év   | US            | AUS           | CAN           | FRA           | GER           | IRE           | NLD           | SWE           | SWI           | UK            | Minősítés      | Album              |
| -------------------------------------- | ---- | ------------- | ------------- | ------------- | ------------- | ------------- | ------------- | ------------- | ------------- | ------------- | ------------- | -------------- | ------------------ |
| "Whatever U Like" (featuring T.I.)     | 2007 | —             | —             | 57            | —             | —             | —             | —             | —             | —             | —             | —              | Her Name Is Nicole |
| "Baby Love" (featuring will.i.am)      | 2007 | —             | 57            | —             | —             | 5             | 15            | 27            | 51            | 14            | 14            | —              | Her Name Is Nicole |
| "Supervillain"                         | 2007 | —             | —             | —             | —             | —             | —             | —             | —             | —             | —             | —              | Her Name Is Nicole |
| "Puakenikeni" (featuring Brick & Lace) | 2007 | —             | —             | —             | —             | —             | —             | —             | —             | —             | —             | —              | Her Name Is Nicole |
| "Poison"                               | 2010 | —             | —             | —             | —             | —             | 7             | —             | —             | —             | 3             | —              | Killer Love        |
| "Don't Hold Your Breath"               | 2011 | 86            | 17            | 70            | 45            | —             | 4             | 15            | 21            | 62            | 1             | - AUS: Platina | Killer Love        |
| "Right There" (featuring 50 Cent)      | 2011 | 39            | 8             | 44            | —             | 61            | 7             | —             | 7             | —             | 3             | —              | Killer Love        |
| "Wet"                                  | 2011 | —             | 34            | —             | —             | —             | 10            | —             | —             | —             | 21            | —              | Killer Love        |
| "Try With Me"                          | 2011 | —             | 34            | —             | —             | —             | 29            | —             | —             | —             | 18            | —              | Killer Love        |

### Vendégszereplések
| Cím                                                             | Év   | Csúcshelyzések | Csúcshelyzések | Csúcshelyzések | Csúcshelyzések | Csúcshelyzések | Csúcshelyzések | Csúcshelyzések | Csúcshelyzések | Csúcshelyzések | Csúcshelyzések | Minősítés                     | Album          |
| Cím                                                             | Év   | US             | AUS            | CAN            | FRA            | GER            | IRE            | NLD            | SWE            | SWI            | UK             | Minősítés                     | Album          |
| --------------------------------------------------------------- | ---- | -------------- | -------------- | -------------- | -------------- | -------------- | -------------- | -------------- | -------------- | -------------- | -------------- | ----------------------------- | -------------- |
| "Lie About Us" (Avant featuring Nicole Scherzinger)             | 2006 | —              | —              | —              | —              | —              | —              | —              | —              | —              | 76             | —                             | Director       |
| "You Are My Miracle" (Vittorio featuring Nicole Scherzinger)    | 2006 | —              | —              | —              | —              | —              | —              | —              | —              | —              | —              | —                             | Vittorio       |
| "Come to Me" (Diddy featuring Nicole Scherzinger)               | 2007 | 9              | 11             | —              | 15             | 6              | 3              | —              | 44             | 3              | 4              | —                             | Press Play     |
| "Scream" (Timbaland featuring Keri Hilson & Nicole Scherzinger) | 2007 | —              | 20             | 41             | —              | 9              | 10             | 13             | 8              | 45             | 12             | —                             | Shock Value    |
| "We Are the World 25 for Haiti" (with Artists for Haiti)        | 2010 | 2              | 18             | 7              | —              | —              | 9              | —              | 17             | —              | 50             | —                             | Charity single |
| "Heartbeat" (Enrique Iglesias featuring Nicole Scherzinger)     | 2010 | —              | 5              | 72             | 4              | —              | 21             | 20             | 52             | —              | 8              | - AUS: 2× Platina - NZ: Arany | Euphoria       |
| "Coconut Tree" (Mohombi featuring Nicole Scherzinger)           | 2011 | —              | —              | —              | 75             | —              | —              | —              | 8              | —              | —              | —                             | MoveMeant      |

## Díjak, jelölések
| Év   | Jelölt             | Esemény                   | Díj            | eredmény |
| ---- | ------------------ | ------------------------- | -------------- | -------- |
| 2010 | Nicole Scherzinger | Virgin Media Music Awards | Hottest Female | Jelölve  |
| 2011 | Nicole Scherzinger | Italian TRL Awards        | Best Look      | Jelölve  |